# Andrena nigrocyanea
Andrena nigrocyanea là một loài Hymenoptera trong họ Andrenidae. Loài này được Saunders mô tả khoa học năm 1908.